# Andrítsa
Andrítsa, en grec moderne : Ανδρίτσα, est un village du dème d'Argos-Mycènes, district régional d'Argolide, en Grèce.
Selon le recensement de 2011, la population du village compte 33 habitants.